# Matanza del Seguro Obrero
La Matanza del Seguro Obrero fue una masacre perpetrada en Santiago de Chile el 5 de septiembre de 1938 contra miembros del Movimiento Nacional-Socialista de Chile («nacistas») que intentaban llevar a cabo un golpe de Estado contra el gobierno de Arturo Alessandri y favorable al expresidente Carlos Ibáñez del Campo.

## Propósito
Estos hechos fueron iniciados por un grupo de jóvenes pertenecientes al Movimiento Nacional-Socialista de Chile que intentó provocar un golpe de Estado contra el gobierno de Arturo Alessandri Palma para que Carlos Ibáñez del Campo se hiciese con el poder. El golpe fracasó y los nacistas ya rendidos fueron conducidos por la policía al edificio de la Caja del Seguro Obrero, apenas a unos pasos del Palacio de la Moneda, donde fueron fusilados. Este hecho conmovió a la opinión pública, volcando el desenlace de la elección presidencial de 1938 hacia el candidato del Frente Popular, Pedro Aguirre Cerda.

## Antecedentes

### Situación política previa
El Movimiento Nacional-Socialista de Chile (MNSCH), organización política fundada en Santiago el 5 de abril de 1932, había logrado un importante protagonismo público, obteniendo tres representantes en las elecciones parlamentarias de 1937.
Para las elecciones presidenciales de 1938, mientras las fuerzas de izquierda se agruparon en torno al Frente Popular del candidato del Partido Radical Pedro Aguirre Cerda, las de los nacistas lo hicieron en torno a la Alianza Popular Libertadora y el general Carlos Ibáñez del Campo.
Asimismo, los gobiernistas y la aristocracia liberal se conglomeraron alrededor del ministro de Economía Gustavo Ross Santa María, apodado por sus opositores como el «Ministro del Hambre» y «El Último Pirata del Pacífico». Era tal el esfuerzo del gobierno de Arturo Alessandri desplegado a favor de su candidato, que comenzó a cundir la desconfianza en los rivales de Ross; se temía que del intervencionismo se pasara directamente al fraude electoral para garantizar el continuismo del alessandrismo.

### Consigna: «¡Chilenos, a la acción!»
El 4 de septiembre de 1938, las fuerzas del ibañismo realizaron la multitudinaria «Marcha de la Victoria» desde el Parque Cousiño hasta centro de Santiago, recordando el aniversario del movimiento militar del 4 de septiembre de 1924. En la ocasión, más de 10 000 nacistas de todo Chile desfilaron por las calles luciendo sus uniformes grises, bajo cientos de banderas chilenas y de la Patria Vieja, esta última cruzada por un doble rayo rojo ascendente, símbolo del movimiento nacista. Un aire golpista inspiraba carteles con mensajes tales como «Mi general, estamos listos» en la marcha.
Desde el día 2, se habían estado reuniendo en la casa de Óscar Jiménez Pinochet los jóvenes nacistas Orlando Latorre, Mario Pérez y Ricardo White, entre otros, para planificar un intento de alzamiento que debía tener lugar el 5, al día siguiente de la marcha y aprovechando la venida de camaradas desde provincias para participar del acto. El jefe del movimiento chileno, Jorge González von Marées, esperaba que con el grupo de nacistas se comenzara a activar una progresión de alzamientos que llegarían hasta los supuestos elementos ibañistas de las Fuerzas Armadas, por efecto dominó, aprovechando también el gran descontento popular que reinaba hacia el gobierno.
Aunque los altos mandos de los cuarteles negaron conocer o participar de la asonada, se supo que los nacistas habían sido provistos con la ametralladora Thompson personal del general Ibáñez del Campo, apodada «el saxófono», que quedó confiada al exteniente de la Armada, el nacista Francisco Maldonado. El contacto (crucial) con jefes militares, casi todos ibañistas, fue por intermedio de Caupolicán Clavel Dinator, coronel en retiro de ejército, quien sirvió de enlace con los militares comprometidos en el golpe.
Los jóvenes mejor entrenados pertenecientes a las Tropas Nacistas de Asalto (TNA) barajaron la posibilidad de iniciar el alzamiento tomándose edificios institucionales, como el de la Caja de Ahorros del Ministerio de Hacienda o del diario La Nación, ambos en la Plaza de la Constitución; sin embargo, después de evaluar todas las posibilidades, llegaron a la conclusión de que solo ocuparían dos: la Casa Central de la Universidad de Chile en la Alameda, y la Torre del Seguro Obrero, colindante con La Moneda. Piquetes menores del tipo comando fueron dispuestos para que derribaran torres de alta tensión que abastecían Santiago y dinamitar las cañerías matrices del agua potable.
Para poner el plan en práctica, había una consigna a cuyo conjuro ningún nacista podía negarse según lo juramentado: «¡Chileno, a la acción!».

## 5 de septiembre de 1938

### Toma del Seguro Obrero

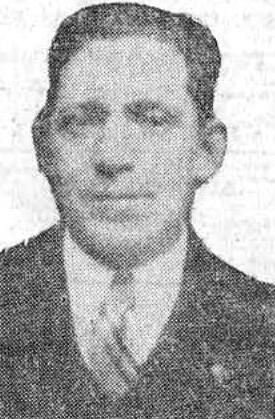
El cabo 1.º de carabineros José Luis Salazar Aedo, asesinado durante la toma del edificio del Seguro Obrero.

El lunes 5 de septiembre de 1938 cerca del mediodía, treinta y dos nacistas bajo el mando de Gerardo Gallmeyer Klotze (teniente de las TNA) se tomaron la Caja del Seguro Obrero. Los movilizados comenzaron a cerrar la puerta del edificio, pero el mayordomo del edificio trató de impedirlo. Este inconveniente no previsto desató los acontecimientos. La dueña de un puesto de diarios escuchó el grito del mayordomo, dando aviso al cabo de carabineros José Luis Salazar Aedo que pasaba por el lugar. Al ver la situación y pensando que se trataba de un asalto, sacó su arma de servicio en gesto de intimidación, pero un nacista, al percatarse del gesto amenazante del carabinero, abrió fuego contra Salazar, quien herido de muerte, logró caminar hasta la vereda norte de Moneda, frente a la Intendencia, cayendo al suelo y despertando la alarma entre todos los presentes. Murió unos minutos más tarde, mientras era atendido y cuando la alerta pública ya se había desatado.
Los amotinados se parapetaron en los pisos superiores de la torre, armaron barricadas en las escaleras del séptimo piso y, bajo amenaza de armas, tomaron como rehenes a los funcionarios en el nivel 12, último piso de la torre. La poca cantidad de funcionarios se debía a que era la hora de colación. Entre estos funcionarios había 14 mujeres. Otros miembros de los TNA se distribuyeron estratégicamente en otros pisos, observando los movimientos en el exterior de la torre. Julio César Villasiz se instaló en una ventana del décimo piso con un transmisor, con que se comunicaban por radio con Óscar Jiménez Pinochet.
Mientras esto ocurría en la torre, un pequeño grupo de nacistas no especificado llegó hasta las oficinas de transmisión de la Radio Hucke y, tomándose los equipos, arrebataron el micrófono al locutor para anunciar a todo Santiago: «¡Ha comenzado la revolución!». En esta toma hubo otra refriega con los empleados de la radio, que terminó en balazos, pero afortunadamente sin heridos ni víctimas de ningún lado.

### La reacción del gobierno
El presidente Arturo Alessandri Palma, alertado por los disparos de la torre, observó desde La Moneda al carabinero Salazar Aedo caer herido por los disparos de los nacistas. «El león de Tarapacá», como se le conocía, estaba seguro de que se iniciaba «una revolución nacista, que era menester conjurar con rapidez y energía», salió al exterior para obtener información de los testigos de los hechos.
Dentro del edificio de la Intendencia de Santiago, el presidente visiblemente alterado paseaba de un lado a otro. Al escuchar el comentario que ahí se hacía, exclamó «¡cómo se les ocurre que van a ser bandoleros; esos son los nacistas; esto tiene que tener ramificaciones!». Al ver que la rebelión no conseguía ser sofocada, Alessandri entró en un verdadero frenesí, pensando que venía un golpe de Estado. 
El presidente ordenó llamar al comandante en jefe del Ejército Óscar Novoa; al general director de Carabineros Humberto Arriagada, a la Escuela de Carabineros con todo su armamento; al jefe de la Guarnición Militar, y al jefe de Investigaciones.
Designó a Arriagada para que encabezara personalmente el operativo contra los nacistas desde La Moneda y la vecina Intendencia. El presidente le ordenó reducir a los dos grupos nacis antes de las 16 horas; de lo contrario, intervendría el ejército. El general Arriagada, irritado y comprometido por el presidente, temía que sus hombres no fueran capaces de cumplir la misión encomendada, exclamó molesto «Que no me hagan pasar vergüenza».

### Sofocamiento

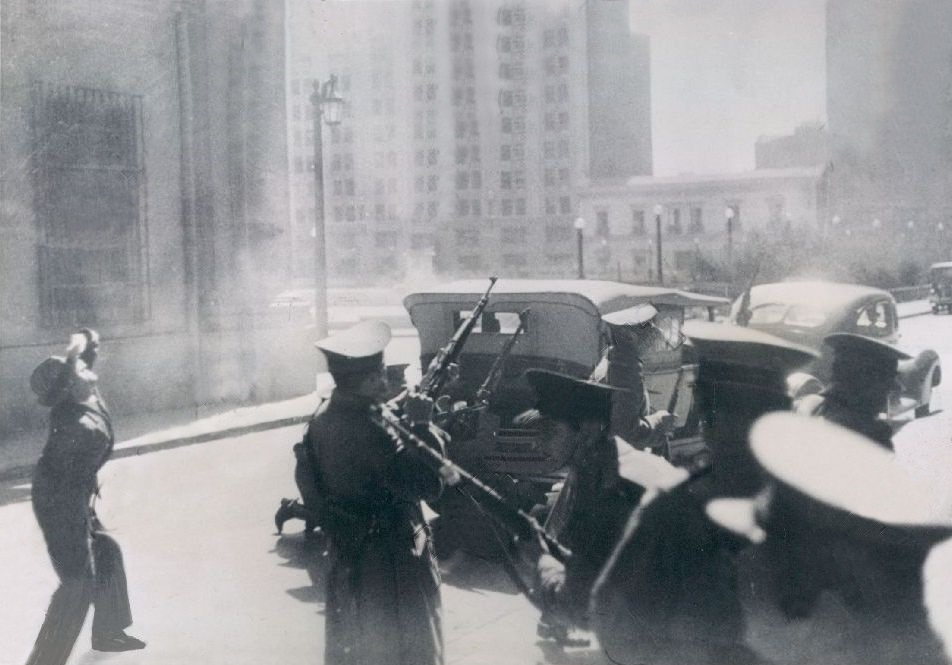
«Las ametralladoras de los carabineros rompen fuego contra los asaltantes de la Caja de Seguro». Fotografía de El Diario Ilustrado.

Pese a la gran cantidad de barricadas entre los pisos inferiores, los nacistas no consideraron el peligro por los francotiradores. Cerca de las 14:30, el nacista Gallmeyer se asomó por una de las ventanas del séptimo piso, como lo había hecho varias veces en el día para inspeccionar los alrededores, recibiendo de lleno un balazo en la cabeza. Su camarada médico, Marcos Magasich, se acercó al cuerpo del infortunado intentando ayudar, pero ya era tarde; no pudo hacer más que constatar su muerte y el cuerpo fue colocado en otra habitación. Ricardo White asumió el mando del grupo.
A las 15 horas, una hora antes de lo convenido, llegaron tropas del ejército del regimiento Buin. Los jóvenes nacistas, al verlos, rompieron en gritos de alborozo creyendo que eran tropas pro-ibañistas que venían en su apoyo, pero los soldados reforzaron a la policía, tomando posiciones y disparando sobre el edificio. Ricardo White gritó: «Hemos sido traicionados. Estamos perdidos... ¡Chilenos, a la acción! ¡Moriremos por nuestra causa! ¡Viva Chile! ¡Viva el Movimiento Nacional Socialista!».
Mientras los nacistas intentaban resistir, y continuaban con el fuego contra los carabineros, éstos fueron lentamente abriéndose paso a través de los primeros pisos, obligándolos a retroceder.

### Toma de la sede central de la Universidad de Chile

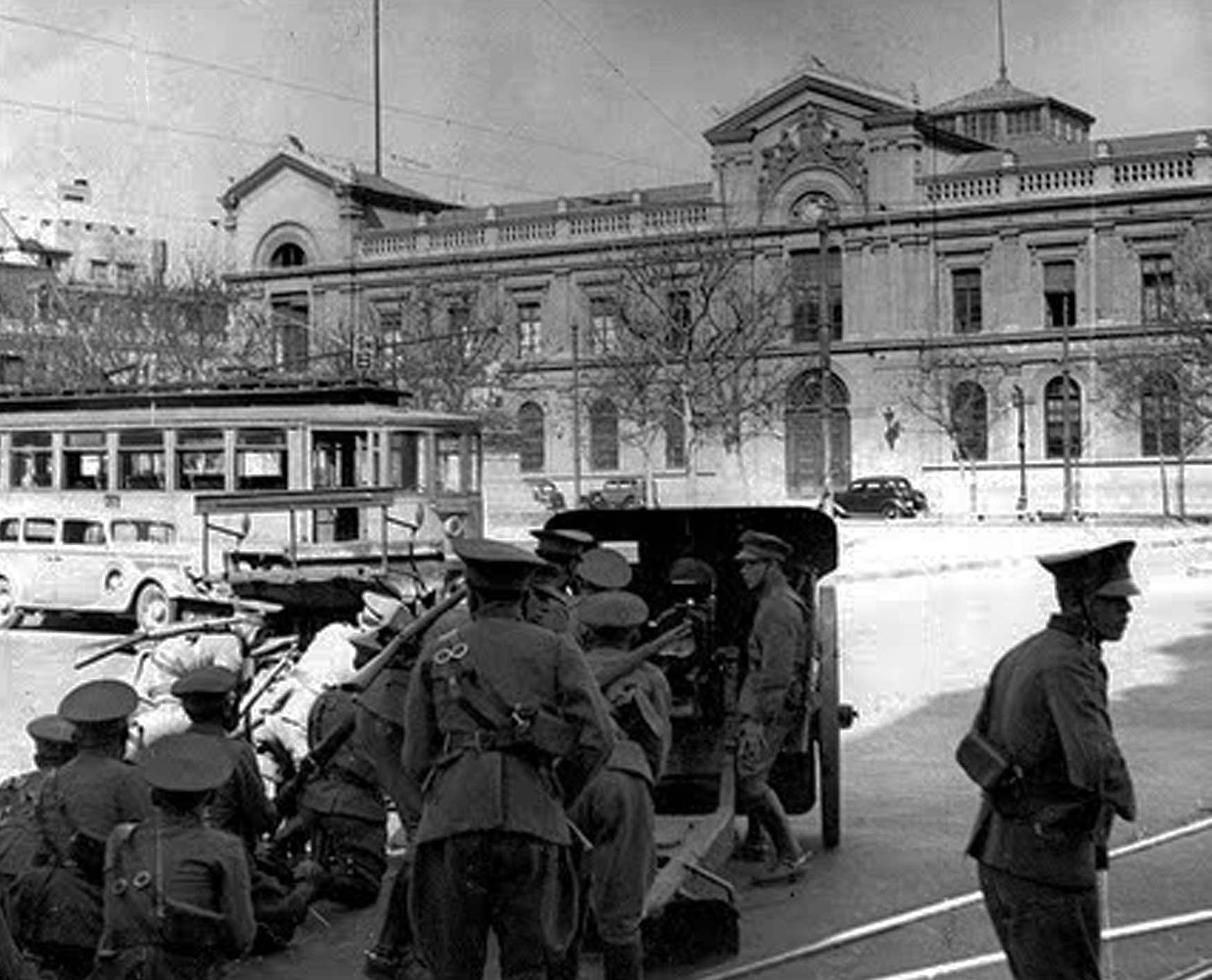
Tropas del regimiento Tacna apuntan con artillería el edificio de la Universidad de Chile.

Simultáneamente a los hechos en la Caja del Seguro Obrero, treinta y dos jóvenes tomaban rápidamente la casa central de la Universidad de Chile. Este grupo fue dirigido por Mario Pérez, seguido de César Parada y Francisco Maldonado. Les acompañaron y asistieron de cerca Enrique Magasich, Enrique Herrera Jarpa y Alberto Montes. Tomaron de rehén al rector Juvenal Hernández Jaque y a otros empleados que sesionaban en la Junta del Estadio Nacional (complejo deportivo que estaba a punto de ser inaugurado); el rector fue llevado por Parada y otros siete u ocho nacistas desde la Sala del Consejo de la Casa Central hasta un lugar seguro para él y para su secretaria. Todos los demás funcionarios, incluyendo los presentes en la reunión, fueron expulsados hasta la calle Alameda, seguidos del tronar de las pesadas puertas que se cerraron herméticamente a sus espaldas.
Los rehenes liberados de la Universidad informaron de los hechos a Carabineros, quienes rodearon el edificio. Cerca de las 13 horas comenzó un tiroteo que hirió a dos oficiales: el teniente Rubén MacPherson había sido alcanzado en ambas piernas, mientras que el capitán del Grupo de Instrucción, Dagoberto Collins, fue herido en el tórax por un proyectil. Ambos fueron llevados a la asistencia pública.
Por órdenes de Alessandri, tropas del regimiento Tacna apostaron artillería frente a la Universidad, haciendo dos cargas contra la puerta de esta, en donde murieron cuatro jóvenes, quedando otros tres gravemente heridos y a quienes se les dio muerte sumaria después de haberse rendido. Por la puerta destrozada, ingresaron carabineros y soldados. Los amotinados se rindieron luego de una breve resistencia. Después de ser retenidos una hora dentro del edificio, los rendidos fueron conducidos por la calle con las manos en alto, en dirección a la Caja del Seguro Obrero, que se encontraba a pocas cuadras del lugar. La columna desfiló ante el público y la prensa, quienes gritaron pidiendo misericordia por los detenidos.
Entre los nacistas que conducía Carabineros iba Félix Maragaño, de la ciudad de Osorno, acompañado por otros de los mayores del grupo, como Guillermo Cuello, que sostenía un pañuelo blanco con el que se había atendido una herida. También saldría al exterior Jesús Ballesteros, un candidato a diputado del Movimiento, seguido del resto de los rebeldes. Entre ellos estaba uno de los más jóvenes de todos, Jorge Jaraquemada, de 18 años, que lucía un profundo corte en la cabeza del cual sangraba profusamente.
La calma comenzó a restaurarse relativamente y los muchachos empezaron a salir en fila cerca de las 14:40 horas. El rector de la casa de estudios, Juvenal Hernández, asomó ileso a la calle, junto a su secretaria, luego del cautiverio.
Los detenidos de la Universidad comenzaron a ser obligados a marchar en fila en un extraño ir y venir por las calles del sector. Al pasar por la puerta de Morandé 80, el general Arriagada, al ver a los rendidos exclamó: «¡A estos carajos me los matan a todos!».

### Termina la resistencia

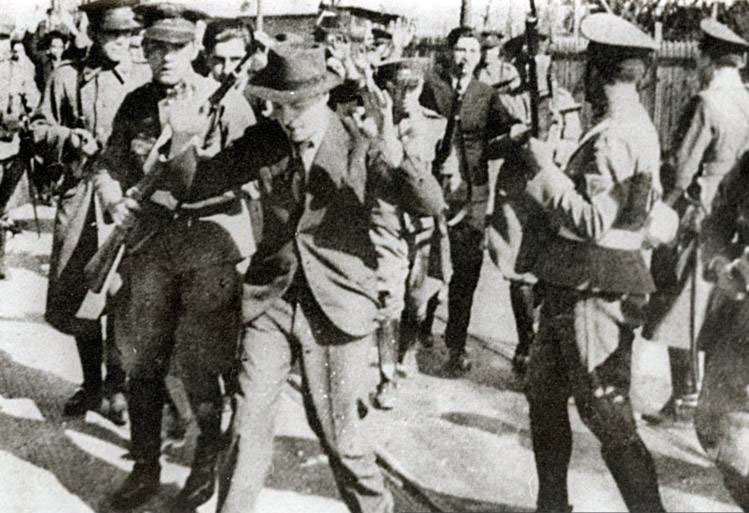
Marcha de los nacistas rendidos en la Universidad al Edificio del Seguro Obrero.

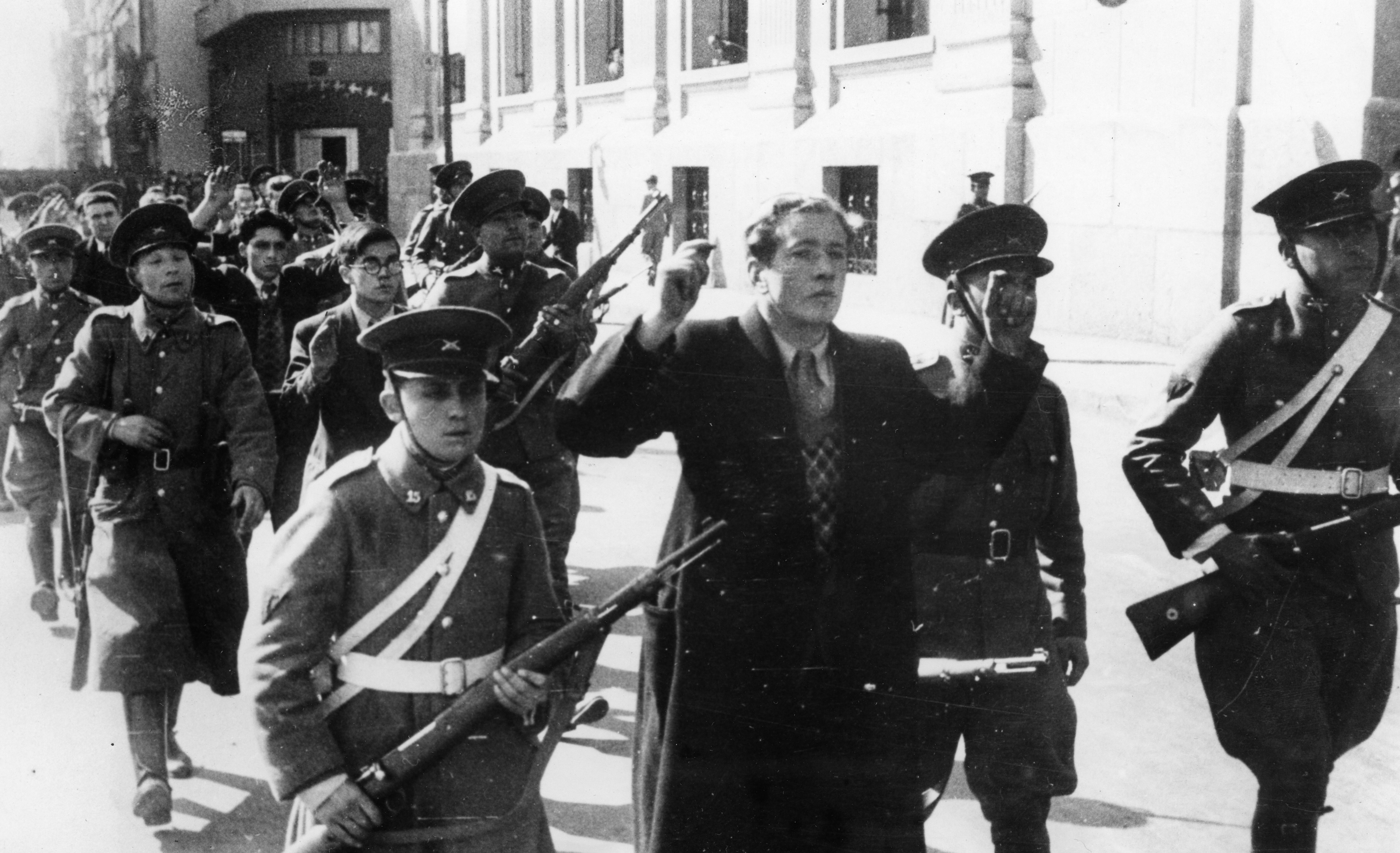
Carabineros escolta a los nacistas rendidos.

Los jóvenes marcharon fuertemente custodiados junto al edificio del Seguro Obrero, una vez más, para intentar persuadirlos de deponer definitivamente el combate. Mientras, estos continúan atrincherados y detonando explosivos de bajo poder por el eje de la escalera. Las balas siguen en el vaivén, pero la resistencia es cada vez menor.
Al ver que la estrategia de pasear a los muchachos no había terminado con el ánimo de los revoltosos, y cuando estos ya habían pasado por el cruce de Morandé con Agustinas, se dio la orden de devolverlos y meterlos a todos dentro del mismo edificio donde permanecían los demás. 
Dentro del edificio son revisados nuevamente y se les hizo subir al quinto piso, quedando fuera dos Carabineros realizando guardia.
En un intento por frenar a los alzados, en calidad de mediador, fue enviado por los uniformados a los pisos superiores el nacista detenido en la universidad, Humberto Yuric, joven estudiante de leyes de 22 años. Subió dos veces a parlamentar. Sin embargo, Yuric no regresó y se unió a los cerca de 25 rebeldes que aún quedaban arriba. Los uniformados intentan negociar la rendición otra vez, y envían ahora a Guillermo Cuello como ultimátum, pero con la falsa promesa de que nadie saldría lastimado.
Eran pasadas las 16:30 horas. White bajó la mirada, y tras dar un vistazo alrededor, a sus jóvenes camaradas que arriesgaban la vida en tal locura, comprendió que era el fin del intento revolucionario. Arrojó su arma al suelo y declaró en voz alta al resto, con un visible gesto de agotamiento: «No hay nada que hacer. Tendremos que rendirnos. No hemos tenido suerte».
Cuello, White y Yuric bajaron hasta donde los uniformados para condicionar la rendición de acuerdo a las promesas. La toma del Seguro Obrero había terminado.

### La masacre

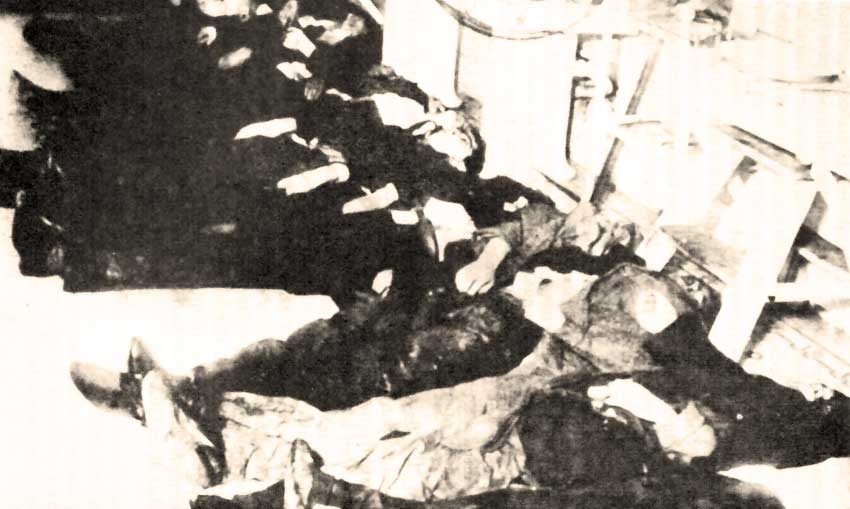
Cadáveres de los jóvenes nacistas chilenos asesinados en la Masacre del Seguro Obrero.

En el primer piso, los jefes policiales recibieron instrucciones superiores claras: «la orden es que no baje ninguno». El coronel Roberto González, quien tenía la misión de desalojar el edificio, recibió un papel doblado diciéndole «De orden de mi General y del Gobierno, HAY QUE LIQUIDARLOS A TODOS». González se negó a cumplir la orden y se dirigió a la Intendencia, donde intercedió con el intendente Bustamante, quien lo derivó al general Arriagada, quien respondió «¿Cómo se te ocurre pedir perdón para esos que han matado a  carabineros?». Ante la insistencia de González, el general indicó que hablaría con el presidente, pero la gestión no prosperó. 
Alrededor de las 17:30, los jóvenes estaban entre el sexto y el quinto piso. Algunos, presintiendo su destino, comenzaron a cantar el himno de combate de las Tropas de Asalto. En un momento, una ráfaga de rifles cayó sobre todos los rendidos, de cuyos cuerpos brotó un río de sangre que escurrió escaleras abajo. Fueron repasados y despojados de sus pertenencias de valor. 
Los rendidos de la universidad fueron sacados de la oficina donde se encontraban, ordenándoles bajar un piso. Alberto Cabello, funcionario del Seguro, en la confusión fue encerrado junto con los rendidos de la Universidad. Se identificó ante un oficial, que le respondió con un golpe de cacha en la cabeza y un «Tú eres de los mismos. Pero baja si podís». Cabello había bajado dos escalones cuando fue asesinado por Alberto Droguet Raud.
Para ocultar la masacre, los cuerpos fueron arrastrados al borde de la escalera para dar la impresión de haber sido muertos en combate o por los disparos hechos desde fuera del edificio. O que se habían baleado entre sí, cuando se usó a los rendidos de la Universidad como parapetos de los policías.
De los 63 nacistas chilenos que protagonizaron el fallido golpe del 5 de septiembre de 1938, solo sobrevivieron cuatro: Hernández, Montes, Pizarro y Vargas. Todos los demás fueron asesinados. Sus cadáveres fueron sacados del edificio del Seguro Obrero a las 4 de la mañana y trasladados al Instituto Médico Legal. Desde allí fueron rescatados por sus compañeros y familiares, a quienes se les prohibió velarlos. Solo podían llevarlos directamente desde la morgue al cementerio. Entre quienes asistieron al reconocimiento de muertos y posteriores funerales, se encontraba el poeta Gonzalo Rojas, amigo del nacista Francisco Parada.

### Repercusiones y consecuencias

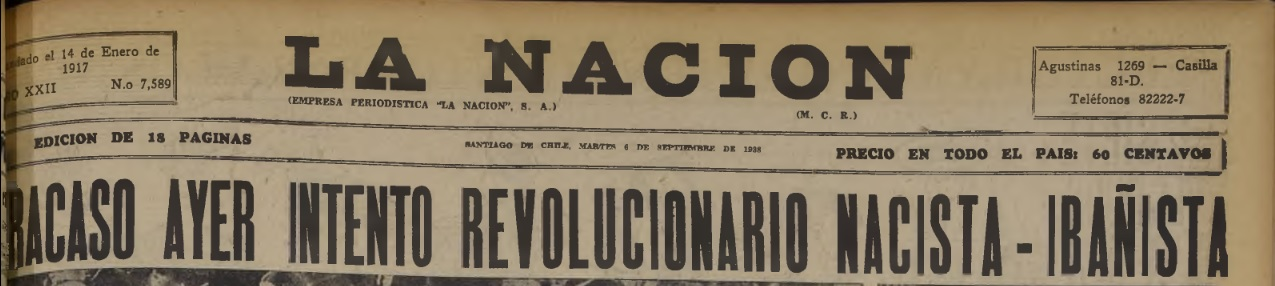
Titular de La Nación después de la masacre.

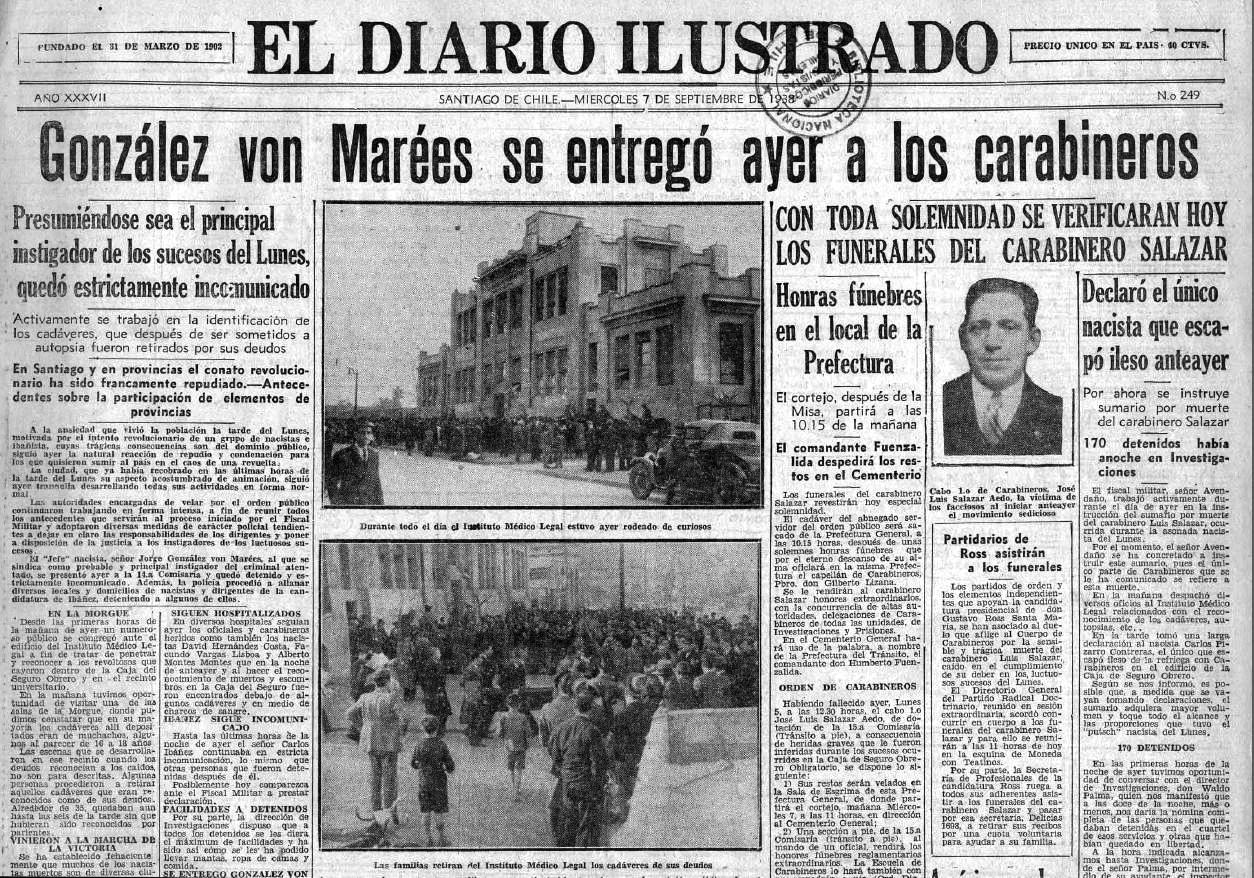
Titular de El Diario Ilustrado informando la entrega de Jorge González von Marées a Carabineros.

El mismo 5 de septiembre, Carlos Ibáñez del Campo se presentó en la Escuela de Aplicación de Infantería del Ejército, donde quedó detenido. El fracaso del putsch obligó a Ibáñez a bajar su candidatura poco antes de las elecciones y apoyar públicamente la de Aguirre Cerda; más tarde partió nuevamente al exilio.
Al día siguiente, Jorge González von Marées y Óscar Jiménez Pinochet se entregaron a las autoridades. El ministro en visita Arcadio Erbetta dictó sentencia el 23 de octubre de 1938: daba por comprobados los delitos de rebelión y conspiración contra el gobierno y el asesinato del carabinero Salazar. Condenaba a veinte años de reclusión mayor a González von Marées, a quince años a Jiménez Pinochet y a penas menores a otros procesados. Ibáñez del Campo fue absuelto.
El desprestigio del gobierno de Arturo Alessandri Palma por la matanza, así como el apoyo que entregaron los ibañistas y nacistas al Frente Popular, fueron determinantes en la victoria del candidato Pedro Aguirre Cerda, quien ganó por una estrecha diferencia de 4111 votos. El 24 de diciembre de 1938, ya como presidente, Pedro Aguirre Cerda indultó a González von Marées, a Jiménez y a otros condenados. El general Arriagada fue llamado a retiro.
La comisión de la Cámara de Diputados que investigó el caso constató la compra del silencio de la tropa, los ascensos de otros y el intento de Alessandri de influenciar al magistrado Erbetta. Además, concluyó que la orden de matar a los jóvenes nacistas provino de una autoridad superior impartida por el general Arriagada o el presidente Alessandri. A pesar de las pruebas, la mayoría derechista de la Cámara rechazó el informe.
El fiscal militar Ernesto Banderas Cañas condenó por el asesinato de los jóvenes nacistas a Arriagada, González Cifuentes y Pezoa a 80 años de presidio mayor, y a Droguett a presidio perpetuo. Finalmente, la Corte de Apelaciones sobreseyó definitivamente a Ibáñez del Campo y a los nacistas procesados. El 10 de julio de 1940, Aguirre Cerda decretó el indulto para los condenados por la justicia militar por la matanza.
Quizás la consecuencia más importante fue el fin del nacismo como movimiento político en Chile.

## Responsabilidades
A la fecha aún no está claro quién fue el responsable de la orden de matar a los elementos golpistas. Sin embargo, tácitamente la responsabilidad es gubernamental, ya que las fuerzas armadas están sujetas al ejecutivo.
Existen algunas versiones que aseguran que escucharon fuera del despacho presidencial a un iracundo Arturo Alessandri Palma diciendo: «Mátenlos a todos» y así lo transmitió al general Arriagada. Existen también versiones que sindican que el propio presidente Alessandri habría tratado de encubrir las muertes haciendo creer que los nacistas se habían matado entre sí, lo cual finalmente no era verdad. Curiosamente, el mismo día que se dio a conocer esa versión, El Diario Ilustrado colocó un aviso informando que la semana siguiente se exhibiría en el Cine Central la película de Danielle Darrieux llamada Escándalo matrimonial, quizá como una estrategia para distraer la atención del público.[cita requerida]
Por otro lado, las acusaciones contra Alessandri están cimentadas en especulaciones y muy pocas pruebas palpables; lo cierto es que no existe una historia oficial en relación con este tema que es y seguirá siendo una fuerte pugna entre historiadores.

## Testimonios

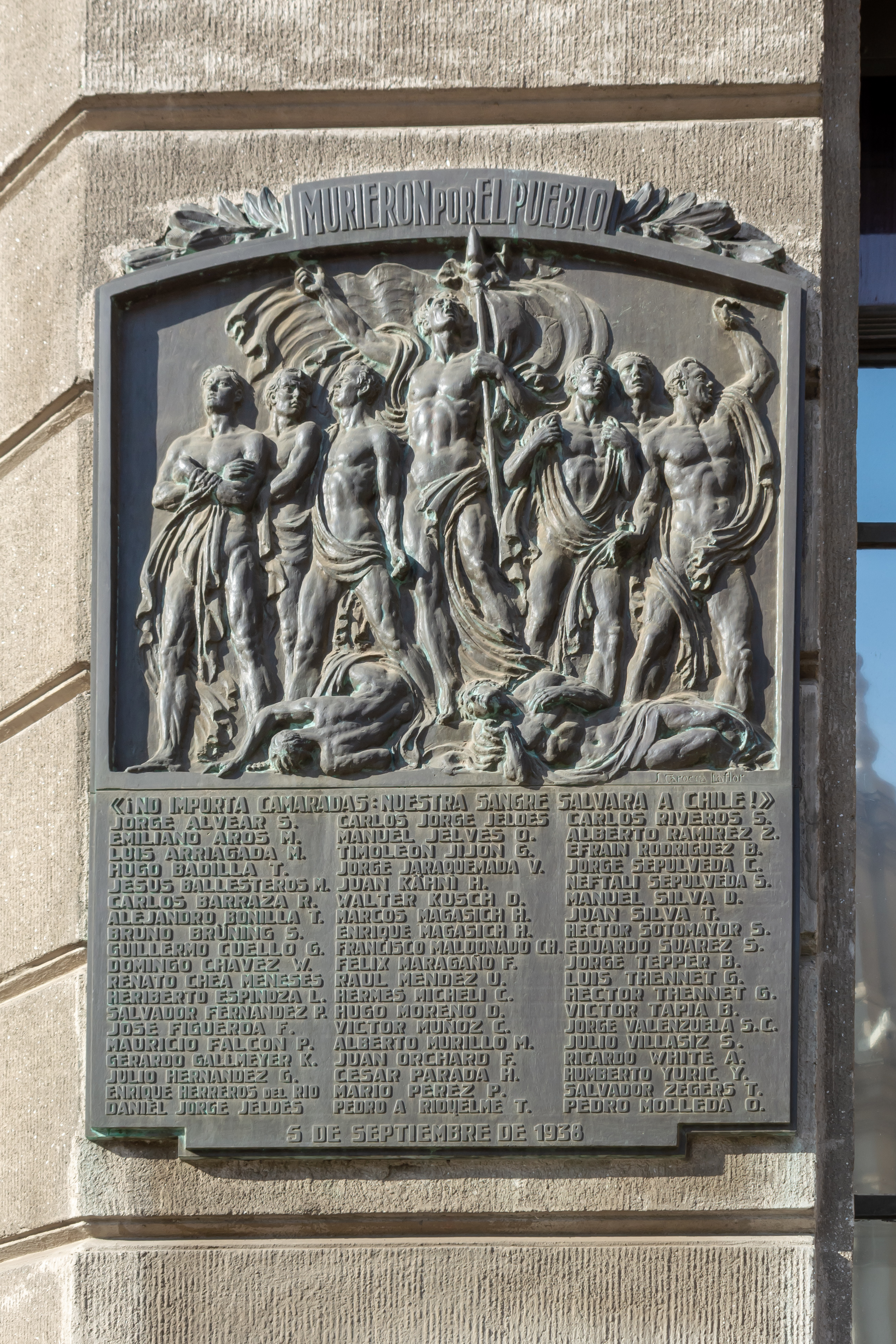
Placa que recuerda a los asesinados en la Matanza del Seguro Obrero.

Muchos fueron los asesinados ese día: obreros, oficinistas, abogados, padres de familia, estudiantes. Entre ellos estaba Bruno Brüning Schwarzenberg, un joven de 27 años y estudiante de contabilidad de la Universidad Católica. 
Lo que sucedió con él fue relatado por un carabinero que estaba haciendo guardia:

Montaba guardia junto a los cadáveres. De pronto, vi que uno de los cuerpos se movía. Era un mozo rubio, muy blanco, de ojos azules muy claros. Yo le dije que no se moviera. Un oficial me reprendió: ¿Acaso tratas de salvar a ese?. Hizo fuego contra el herido, quien cayó sobre un costado y, mirando fijamente al oficial, con esos ojos tan claros, exclamó: "¡Muero contento por la Patria!".

Pese al gran número de historias acontecidas ese día, sin duda alguna la más reconocida fue la de Pedro Molleda Ortega de 19 años, quien, mientras los carabineros remataban a los heridos, se levantó gritando «¡Viva Chile!», a lo que un oficial respondió disparándole a quemarropa. Pese a estar herido, desafiante, Molleda volvió a levantarse y gritó con fuerza: 

¡No importa, camaradas. Nuestra sangre salvará a Chile!.

Entonces el oficial hostigado lo atacó a sablazos hasta dejarlo hecho pedazos. Aún hoy, esta frase es la punta de lanza entre los seguidores del nacionalsocialismo chileno y de otras facciones nacionalistas en Chile.